# 陈恩布
陈恩布，清朝人，是一名清朝政治人物。
陈恩布曾于同治元年七月(1862年)接替徐鼒任延平府知府一职，同治二年(1863年)由赵人同接任。